# دیل دای
دِیل دای (انگلیسی: Dale Dye؛ زادهٔ ۸ اکتبر ۱۹۴۴) بازیگر، افسر (ارتش)، پدیدآور، و نویسنده اهل ایالات متحده آمریکا است.
از فیلم‌ها یا برنامه‌های تلویزیونی‌ای که او در آنها نقش داشته است، می‌توان به جوخه، آزمون و خطا، مأموریت غیرممکن، مقررات درگیری، شیوع، سوگلی، محاکمه نظامی شورش کین و محافظت از تس اشاره کرد.